# Université internationale de Tunis
L'université internationale de Tunis (UIT) est un groupe privé de l'enseignement supérieur tunisien, basé à Tunis. Il doit sa vocation internationale à des partenariats à l'échelle mondiale et à la diversité de ses étudiants venant de plus de 42 pays.

## Histoire
L'université est fondée en 2002 par Héla Ennaifer, fille du cheikh Mohamed Salah Ennaifer et l'une des premières femmes cheffe d’entreprise en Tunisie. Après une longue expérience dans le tourisme et le transport depuis la fin des années 1960, elle crée l'Université internationale privée de Tunis agréée par le ministère de l'Enseignement supérieur et de la Recherche scientifique (agrément 02-2002) en tant qu'université de sciences appliquées pour répondre à un besoin d'éducation, de formation et de requalification.
Après la réforme de l'enseignement supérieur, survenue en 2008, l'université internationale privée de Tunis est rebaptisée École supérieure internationale privée de Tunis (SupInter) et l'université internationale de Tunis devient le groupe formé avec le Centre d'actualisation scientifique et technique pour la formation et la recherche.

## Partenariats internationaux
- Hochschule Mannheim
- Université de Mannheim
- École hôtelière Vatel
- Université de Boston
- Université de Perpignan
- Centre international de formation européenne

## Enseignement

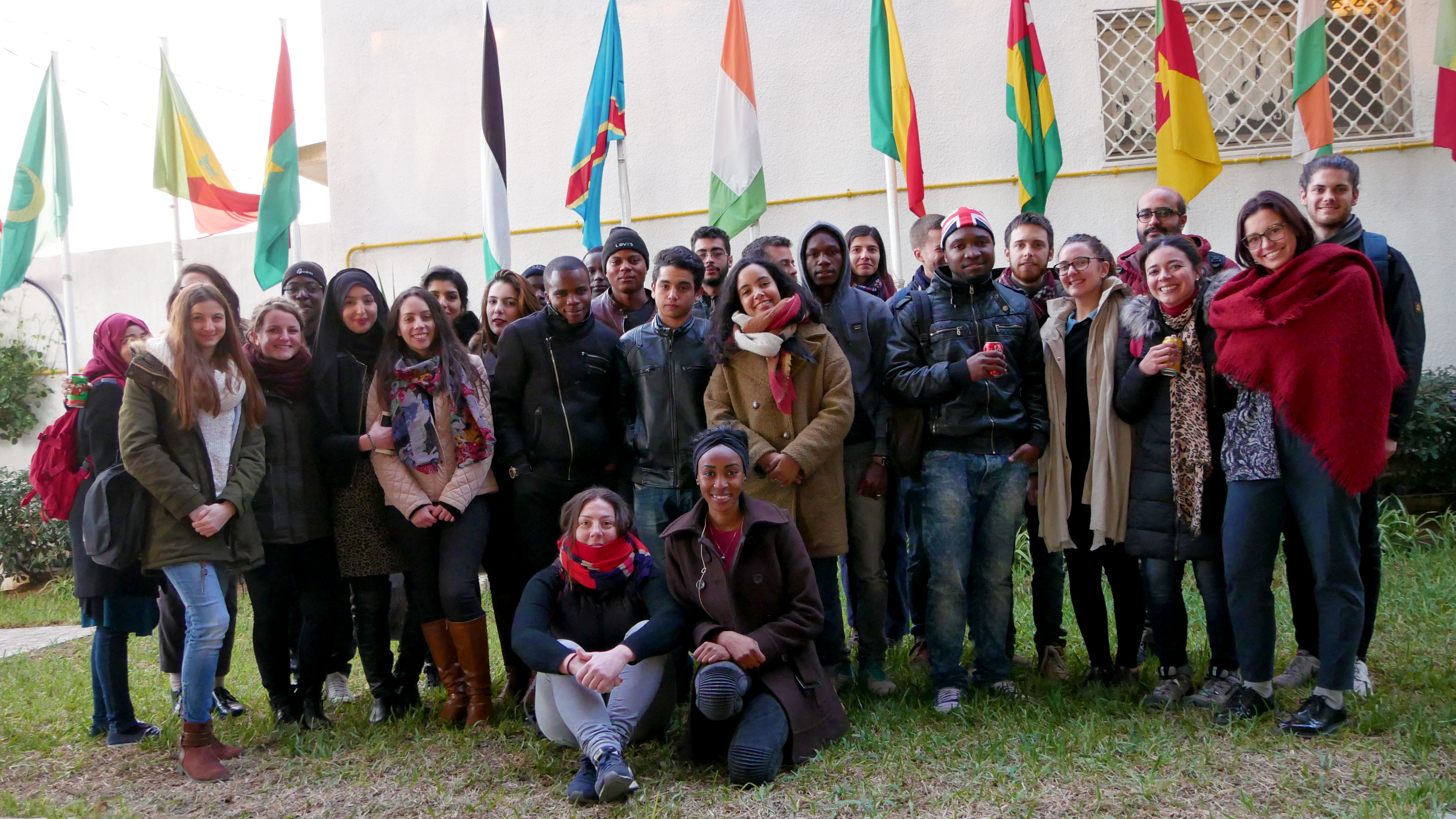
Étudiants venant de douze pays.

L'université internationale de Tunis est organisée autour de facultés et écoles supérieures : une école de commerce, une école polytechnique et une faculté de droit. Elle offre des licences fondamentales, des licences appliquées et des masters professionnels.

### École internationale de commerce

#### Licences fondamentales
L'école de commerce de l'université internationale de Tunis offre trois licences fondamentales en sciences de gestion après la classe préparatoire économique et commerciale (Prépa EC). L'étudiant se spécialise en troisième année en management, comptabilité ou finance pour pouvoir poursuivre en master.
| 1re année                                                             | 2e année                                                              | 3e année     |
| --------------------------------------------------------------------- | --------------------------------------------------------------------- | ------------ |
| Classe préparatoire économique et commerciale (Prépa EC) Tronc commun | Classe préparatoire économique et commerciale (Prépa EC) Tronc commun | Management   |
| Classe préparatoire économique et commerciale (Prépa EC) Tronc commun | Classe préparatoire économique et commerciale (Prépa EC) Tronc commun | Finance      |
| Classe préparatoire économique et commerciale (Prépa EC) Tronc commun | Classe préparatoire économique et commerciale (Prépa EC) Tronc commun | Comptabilité |

#### Masters professionnels
L'étudiant poursuit en master professionnel pour se spécialiser après une licence :
- Management :
  - Management et administration des organisations[13] ;
  - Management des ressources humaines[14] ;
  - Marketing entrepreneurial et innovation ;
- Finance :
  - Ingénierie financière[15] ;
  - Métiers de la banque et de l'assurance[16] ;
- Comptabilité :
  - Comptabilité, contrôle et audit[17].

| Licence      | Master                                         |
| ------------ | ---------------------------------------------- |
| Management   | Management et administration des organisations |
| Management   | Management des ressources humaines             |
| Finance      | Ingénierie financière                          |
| Finance      | Métiers de la banque et de l'assurance         |
| Comptabilité | Comptabilité contrôle et audit                 |

### Faculté internationale de droit

#### Licences fondamentales
La licence fondamentale en sciences juridiques offre deux spécialisations : l'étudiant décide après la première année (tronc commun) de se spécialiser en droit public ou en droit privé.
| 1re année    | 2e année     | 3e année     |
| ------------ | ------------ | ------------ |
| Tronc commun | Droit public | Droit public |
| Tronc commun | Droit privé  |              |

#### Master professionnel
La faculté de droit de l'université internationale de Tunis propose un master professionnel en droit des affaires qui prépare les étudiants aux concours du barreau et de la magistrature, ainsi que pour les échanges internationaux avec la France et l'Allemagne.